# Clarence Feldmann
Clarence Feldmann (New York, 14 januari 1867 – Delft, 21 juli 1941) was een Nederlandse elektrotechnicus en hoogleraar de Technische Hogeschool Delft. In het studiejaar 1924-1925 was hij tevens rector magnificus van de hogeschool.

## Levensloop
Prof. Dr. Ing. Clarence Feldmann was een Amerikaan van Duits-joodse afkomst geboren uit het huwelijk van Carl Feldmann en Pauline Goldstein. Na het overlijden van zijn vader vestigde zijn moeder met hem en zus Berta in 1873 zich definitief in Duitsland. Hij studeerde bij Erasmus Kittler elektrotechniek aan de TH Darmstadt aan het einde van de negentiende eeuw en behoorde daarmee tot de eerste generatie academisch geschoolde elektrotechnici. De elektrotechniek was op dat moment nog een wereld van pioniers. In 1881 sloot hij zijn studie met lof af met de dissertatie: "Asynchrone Generatoren für ein- und mehrphasige Wechselströme: ihre Theorie und Wirkungsweise".
Na zijn studie werkte Feldmann dertien jaar in elektrotechnische industrie, onder andere in Hongarije bij transformatorproducent Ganz & co en in Duitsland bij Helios in Keulen, een producent van elektriciteitscentrales. Als hoofdingenieur was Feldmann onder andere verantwoordelijk voor het ontwerp van de uitbreiding van de Helios-centrale aan de Haarlemmerweg in Amsterdam. Zijn industriële carrière verliep maar moeizaam, doordat hij zich erg beperkt zag in zijn mogelijkheden om zich te ontwikkelen en te experimenteren met nieuwe technologieën. Feldmann voelde zich bij Helios op een gegeven moment meer handelsreiziger dan elektrotechnicus.
In 1905 werd Feldmann op voordracht van professor J.A. Snijders benoemd tot hoogleraar aan de Technische Hogeschool Delft, waar op dat moment net de studie elektrotechniek als zelfstandige studierichting was ingesteld. Hij bleef hoogleraar tot in 1937. In 1911 werd hij benoemd tot de eerste Erevoorzitter van de Electrotechnische Vereeniging (ETV), de studievereniging voor elektrotechniek in Delft. Het jaar 1912 zag zijn naturalisatie tot Nederlander. In 1913 volgde zijn aanstelling als buitengewoon hoogleraar bij de in dat jaar opgerichte Nederlandsche Handels-Hoogeschool in Rotterdam (voorloper van de Erasmus Universiteit), met als leeropdracht Economisch belangrijke hoofdstukken der electrotechniek. Zijn leerstoel werd in 1921 opgeheven. Van 1924 tot 1925 was hij rector magnificus in Delft. In 1937 werd hij als hoogleraar opgevolgd door Prof. Dr.Ir. H.G. Nolen, de toenmalige directeur van Willem Smit & Co's Transformatorenfabriek N.V. te Nijmegen.
Feldmann was de eerste voorzitter van het Nederlands Elektrotechnisch Comité (NEC). Hij vervulde deze functie 28 jaar lang, tot aan eind 1940. Gelijktijdig was hij voorzitter van de internationale studiecommissie voor machines en transformatoren. Van 1927 tot 1930 was hij tevens, als eerste Nederlander, president van de International Electrotechnical Commission (IEC).
Feldmann stierf in 1941 op 74-jarige leeftijd een natuurlijke dood. Hij werd op 24 juli 1941 gecremeerd in het crematorium te Driehuis. Zijn as is begraven op de Algemene Begraafplaats Jaffa in Delft. Zijn echtgenote, Lina Feldmann-Stamm, overleed op 1 april 1943 in de ziekenbarak van het concentratiekamp en doorgangskamp Westerbork in Drenthe: zij kreeg haar astmamedicijnen niet meer. Hun zoon Carl Albert Feldmann (1894-1966) was kunstschilder.

## Werk

### Elektrotechnisch onderwijs
Feldmann was een groot voorstander van de professionalisering van het elektrotechnisch onderwijs. Volgens hem moest de elektrotechnische theorie worden uitgelegd voor de praktiserend ingenieurs, zodat ze konden vooruitrekenen en op een meer wetenschappelijke manier machines en andere elektrotechnische apparaten konden ontwerpen. Hij beëindigde zijn werk bij Helios en keert terug naar het onderwijs. Feldmann ging terug naar Darmstadt om daar te werken als privaatdocent, en schreef met Herzog een standaardwerk over leidingnetten.

### Provinciale elektriciteitsvoorziening
Feldmann wordt gezien als de grondlegger van de provinciale elektriciteitsvoorziening. In tien jaar tijd adviseerde Feldmann negen provincies over de oprichting van elektriciteitscentrales. Met die centrales kon ook het platteland van Nederland van stroom worden voorzien. Feldmann nam daarbij nagenoeg alle noodzakelijke werkzaamheden voor zijn rekening: hij verzorgde de benodigde berekeningen, ontwierp vervolgens de centrales, maakte de bouwbestekken en kocht de benodigde machines in.